# Casa dos Bórgia
Os Bórgia ou Borja foram uma família nobre hispano-italiana que se tornou proeminente durante o Renascimento.
Os membros da família se tornaram proeminentes nos assuntos eclesiásticos e políticos nos séculos XV e XVI, produzindo três papas, Alfonso de Borja, que governou como Papa Calisto III, durante os anos 1455-1458, Rodrigo Lanzol Borgia, como Papa Alexandre VI, durante os anos 1492-1503, e Giovanni Battista Pamphilj (descendente de Rodrigo Bórgia), que governou como Papa Inocêncio X, durante os anos 1644-1655. Especialmente durante o reinado de Alexandre VI, foram acusados de vários crimes, em geral, sobre evidências consideráveis, incluindo nepotismo, adultério, simonia, roubo, estupro, corrupção, incesto e assassinato (especialmente homicídio por envenenamento por arsênico).
Atualmente, são lembrados por seu governo corrupto e o nome se tornou sinônimo de traição e envenenadores, passando para a história como uma família cruel e desejosa de poder. 
As famílias Sforza, Orsini e Farnésio, já foram aliadas ou inimigas dos Bórgias.
A chegada de Rodrigo Borgia ao papado levou a família a participar de uma série de intrigas e disputas entre os vários pequenos estados em que a Itália estava dividida na época. Especula-se que a ideia de Rodrigo poderia ter sido criar um império na terra, estendendo-se dos Estados Pontifícios, grande parte da Itália e passando para os seus direitos de dinastia, tanto sobre os territórios quanto sobre a liderança da Igreja Católica, embora esta hipótese realmente não esteja fundamentada.
Os Bórgias passaram para a história graças à sua inteligência para sair de situações que pareciam perdidas.
Com a morte de Alexandre VI em 1503 (provavelmente envenenado por quem mais tarde se tornou seu sucessor no trono de Roma), seu filho César (que inspirou o florentino Nicolau Maquiavel a escrever "O Príncipe"), teve de fugir de Roma e faleceu em Viana, Navarra, lutando ao lado de seu cunhado João III de Navarra, rei de Navarra. Por seu lado, Lucrécia Bórgia em Ferrara, continuou o trabalho de seu pai como mecena.

## Membros da família
- Alfonso de Borja (Papa Calisto III)
- Francisco de Borja
- César Bórgia
- São Francisco de Borja e Aragão
- Gaspar de Borja y Velasco
- Godofredo Bórgia
- João Bórgia
- João Bórgia (infante romano)
- Lucrécia Bórgia
- Rodrigo Bórgia (Papa Alexandre VI)

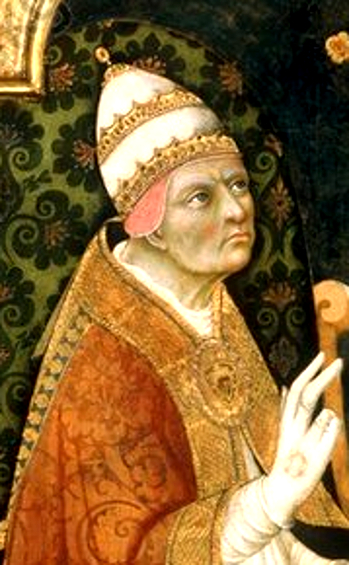
Papa Calixto III
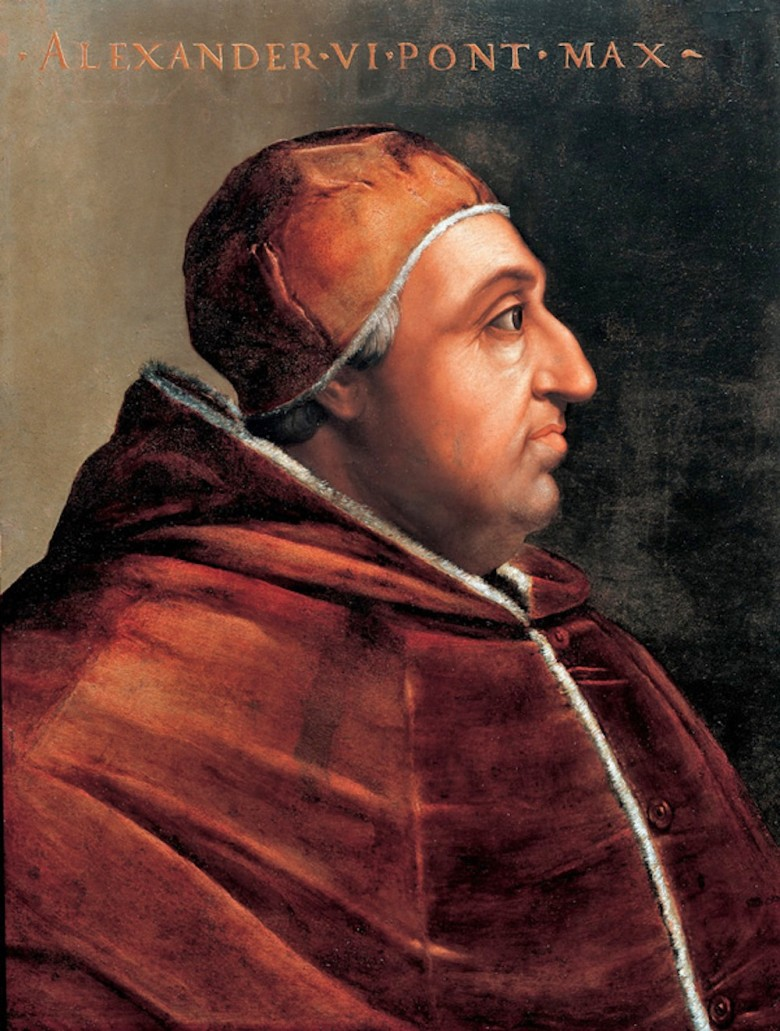
Papa Alexandre VI
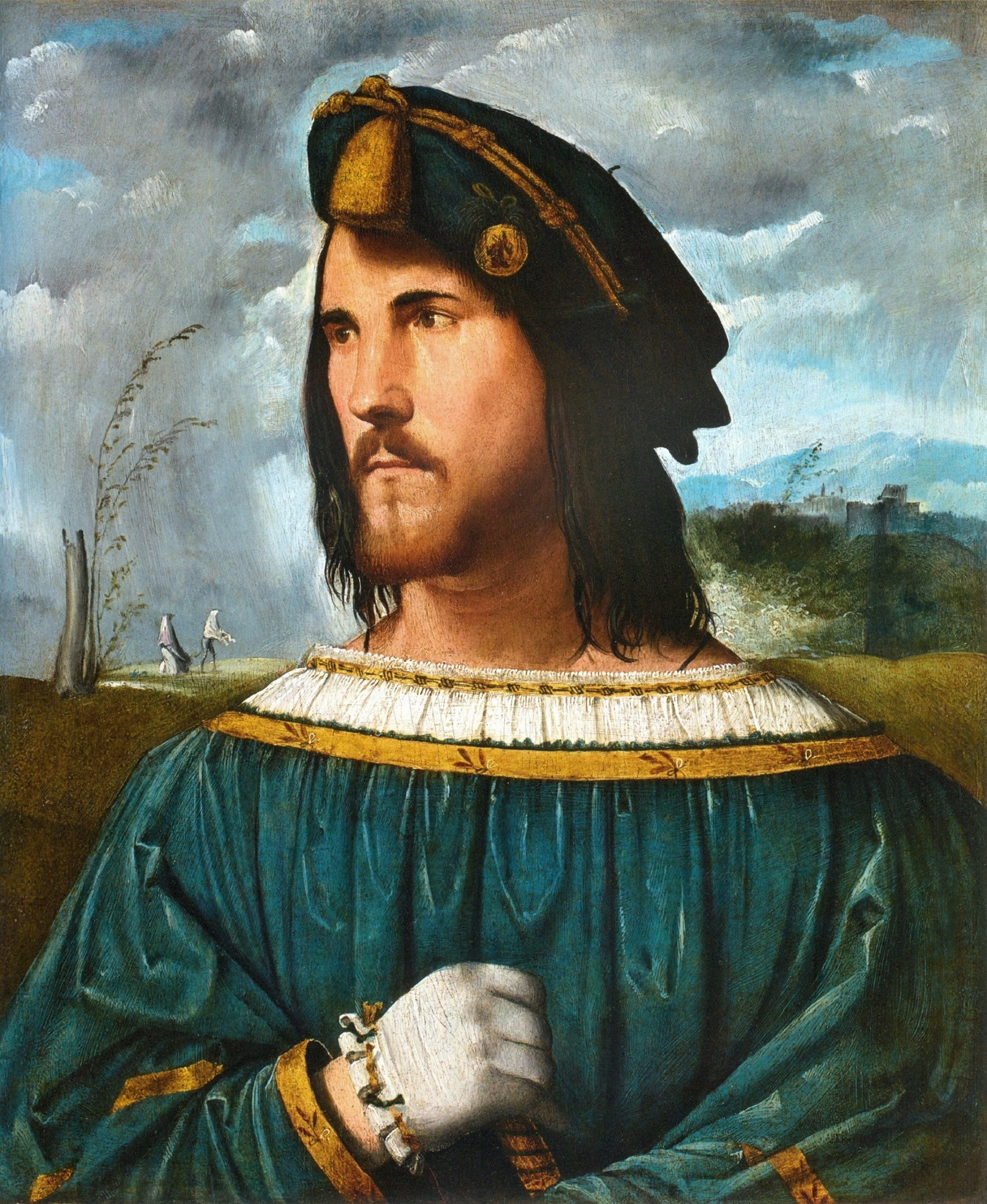
Cesare Borgia. Retratado por Altobello Melone. Bergamo
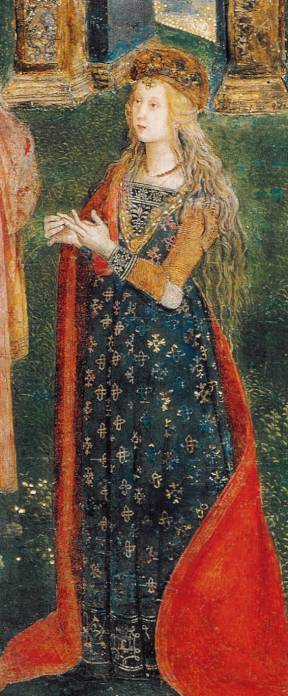
Lucrécia Bórgia por Pinturicchio
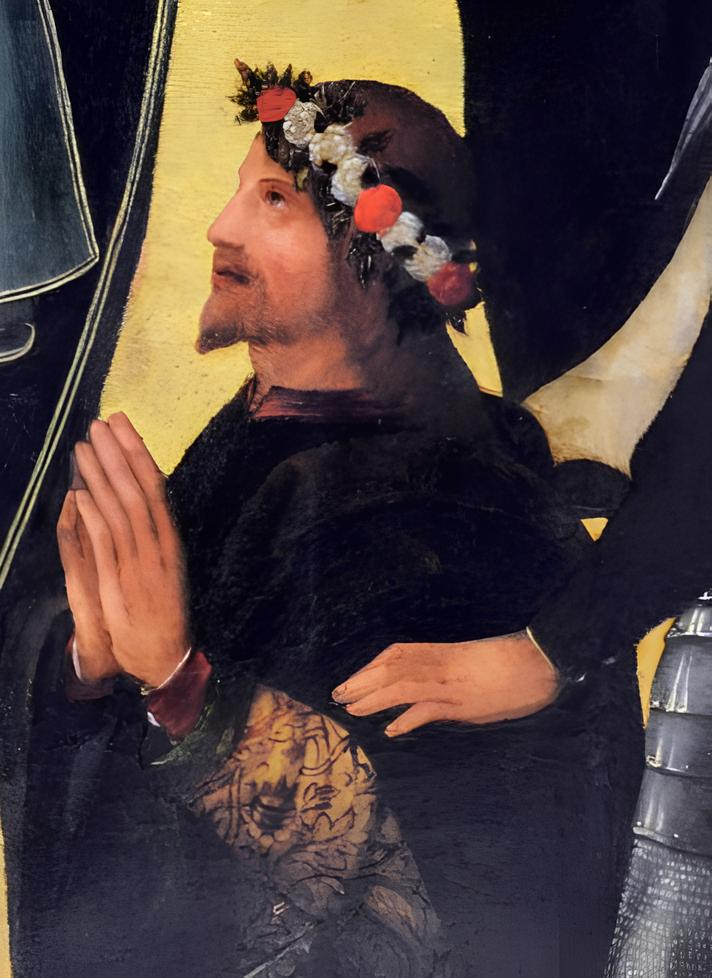
Giovanni Bórgia, 2ª Duque de Gandia.
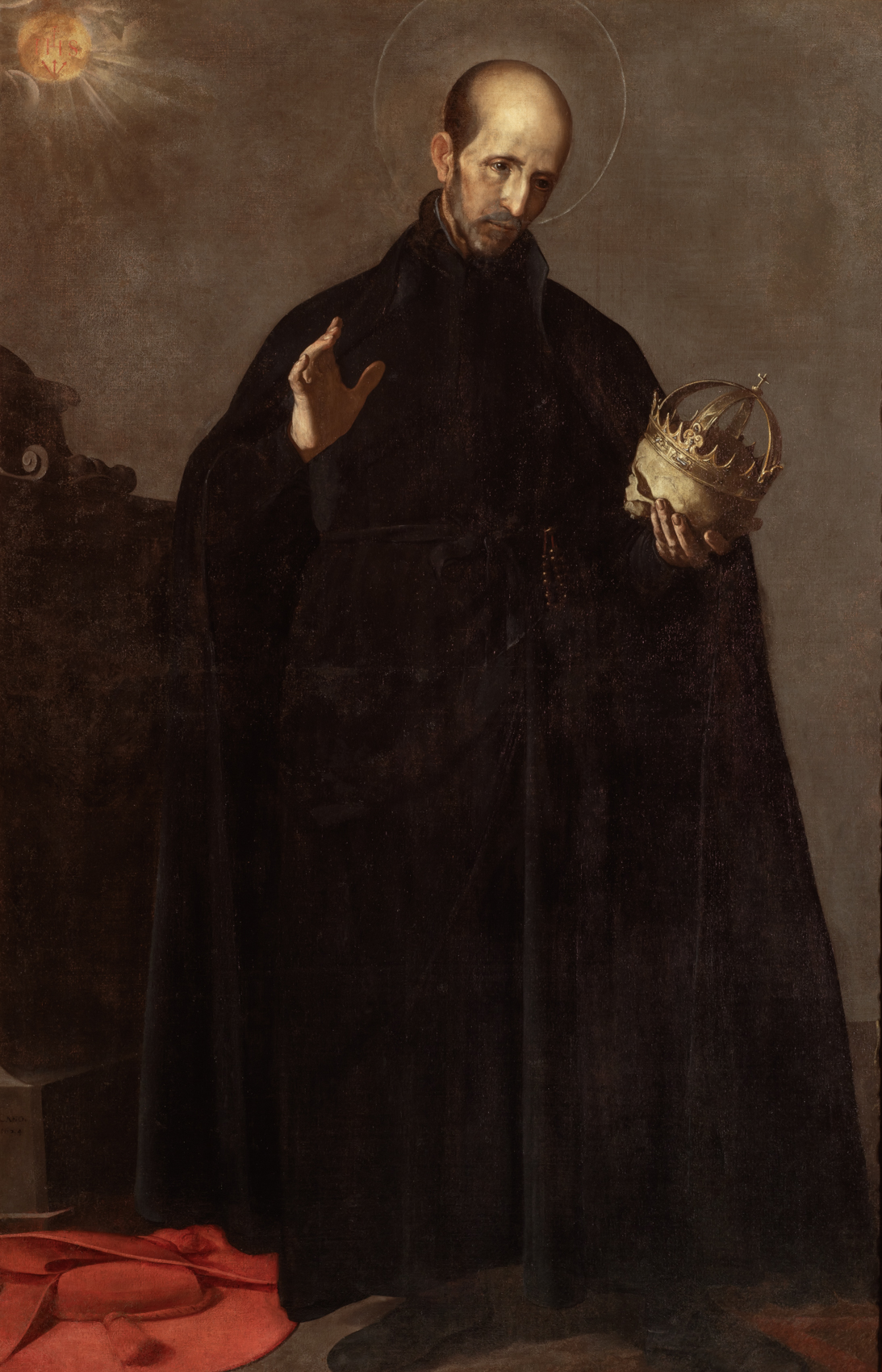
São Francisco de Borja e Aragão
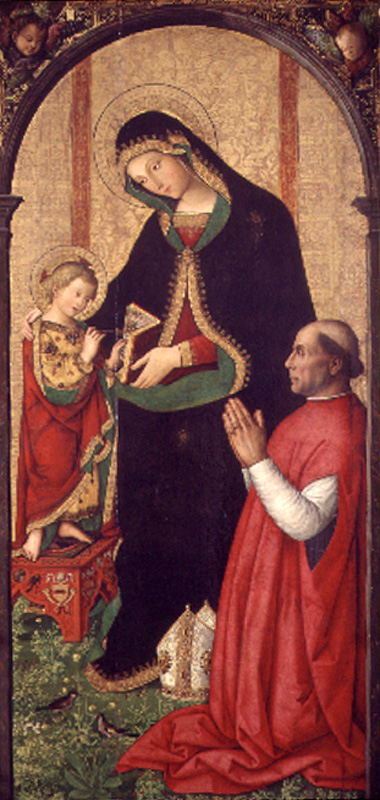
Francisco de Borja y Navarro de Alpicat

## Na cultura popular
A família Bórgia foi infame em sua época, e sua carreira escabrosa inspirou numerosos romances, peças de teatro, óperas e filmes. As referências aos Bórgias na cultura popular são numerosas.

### Romances
- Os Bórgias por Alexandre Dumas, pai[4]
- Prince of Foxes (1947) por Samuel Shellabarger
- The Shame of Motley por Raphael Sabatini
- The Family por Mario Puzo
- Mirror, Mirror por Gregory Maguire
- The Borgia Testament por Nigel Balchin
- The Antipope por Robert Rankin
- Borgia, the novel of a family por Klabund
- The Borgia Bride por Jeanne Kalogridis
- The Medici Seal por Theresa Breslin
- De scharlaken stad (The Scarlet City; 1952) por Hella Haasse
- Borja Papa (The Borgia Pope), por Joan Francesc Mira, é uma autobiografia ficcional de Alexandre VI.
- Summer of Night (1992) por Dan Simmons
- City of God (1979) por Cecelia Holland
- Assassin's Creed: Renascença (2009) por Oliver Bowden
- Assassin's Creed: Irmandade (2011) por Oliver Bowden

### Romances Animados
- I Borgia (Borgia), história em quadrinhos (tetralogia) por Alejandro Jodorowsky (escritor) e Milo Manara (desenhista)
- Cantarella por You Higuri (mangá)
- Cesare por Souryo Fuyumi (mangá)

### Peças de teatro
- Lucrezia Borgia, por Victor Hugo
- The Tyrant: An Episode in the Career of Cesare Borgia, a Play in Four Acts (1925), por Raphael Sabatini
- The Memory of Water, por Shelagh Stephenson

### Óperas
- Lucrezia Borgia (1833), por Gaetano Donizetti

### Filmes
- Prince of Foxes (1949), estrelando Orson Welles
- Los Borgia (2006), filme espanhol de Antonio Hernández

### Jogos
- Assassin's Creed II (2009), Ubisoft
- Assassin's Creed II: Discovery (2009), Ubisoft
- Assassin's Creed: Brotherhood (2010), Ubisoft
- Assassin's Creed: Revelations (2011), Ubisoft

### Televisão
- History Bites episódio The Osborgias (representa a família no estilo The Osbournes)
- The Borgias (2011), série da Showtime
- Borgia (2011), série do Canal +